# Celleporina sinica
Celleporina sinica är en mossdjursart som beskrevs av Liu 200. Celleporina sinica ingår i släktet Celleporina och familjen Celleporidae. Inga underarter finns listade i Catalogue of Life.